# Feucht
Feucht település Németországban, azon belül Bajorországban. Lakosainak száma 14 102 fő (2023. december 31.).

## Népesség
A település népessége az elmúlt években az alábbi módon változott:
| Lakosok száma | 855  | 4703 | 10 690 | 12 139 | 12 449 | 13 092 | 13 729 | 13 856 | 14 088 | 14 102 |
|               | 1875 | 1950 | 1975   | 1987   | 2012   | 2014   | 2016   | 2017   | 2021   | 2023   |